# Die Geburt der Tragödie aus dem Geiste der Musik

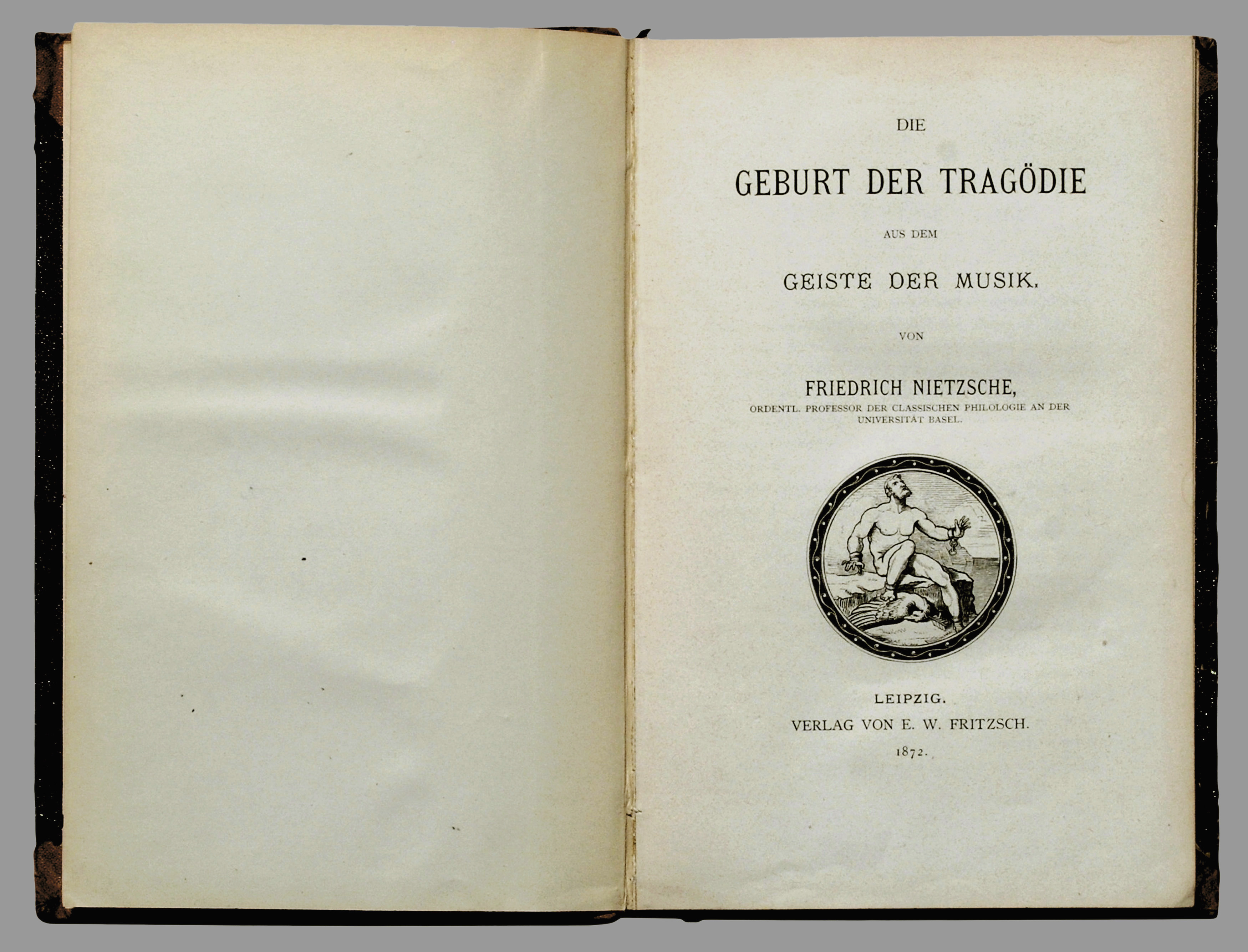
Titelblatt des Erstdruckes

Die Geburt der Tragödie aus dem Geiste der Musik ist ein Buch von Friedrich Nietzsche, das er Anfang 1872 veröffentlichte. Es war das erste bedeutende Werk Nietzsches, mit dem sich der damals 27-jährige Philologieprofessor zugleich von der wissenschaftlichen Philologie distanzierte. Auf etwa 100 Buchseiten und in 25 knappen Kapiteln entwickelt der Jungwissenschaftler aus seinen Studien des Griechentums, seiner Liebe zur Musik und der Wertschätzung Schopenhauers und Wagners sein kulturelles Weltbild. Er präsentiert seine Theorien von der Entstehung und dem Niedergang der griechischen Tragödie und darüber hinaus allgemeine kulturphilosophische und ästhetische Betrachtungen, die auch im 20. Jahrhundert rezipiert wurden.
In dem Buch „tut sich unübersehbar Wagnernähe kund“. Es enthielt ein Vorwort an Richard Wagner, dem die Schrift auch gewidmet war und in dem Nietzsche damals den möglichen Neubegründer einer der griechischen vergleichbaren Kunst und Kultur sah.
1886 ließ Nietzsche eine zweite Ausgabe unter dem Titel Die Geburt der Tragödie. Oder: Griechenthum und Pessimismus erscheinen, wobei dem Buch der „Versuch einer Selbstkritik“ vorangestellt wurde.
Das in der Nietzscheforschung übliche Sigel des Buches ist GT.

## Entstehungsgeschichte
Das Buch ist eigentlich ein Kompilat von mehreren Entwürfen und Schriften, die Nietzsche ab 1869 zu Papier gebracht hatte, unter anderen die Titel: Das griechische Musikdrama; Sokrates und die griechische Tragödie; Die Dionysische Weltanschauung; Die Tragödie und die Freigeister, Die Geburt des tragischen Gedankens; – alles Aufsätze, die teilweise erst viel später im Nietzsche-Nachlass veröffentlicht wurden, im Sommer 1871 jedoch wesentliche Bestandteile seines Buches wurden. So legte Nietzsche nicht viel Wert auf die Anfertigung einer Gliederung, sondern hatte vor allem das Prinzip des „Gesamtkunstwerks“ im Auge.

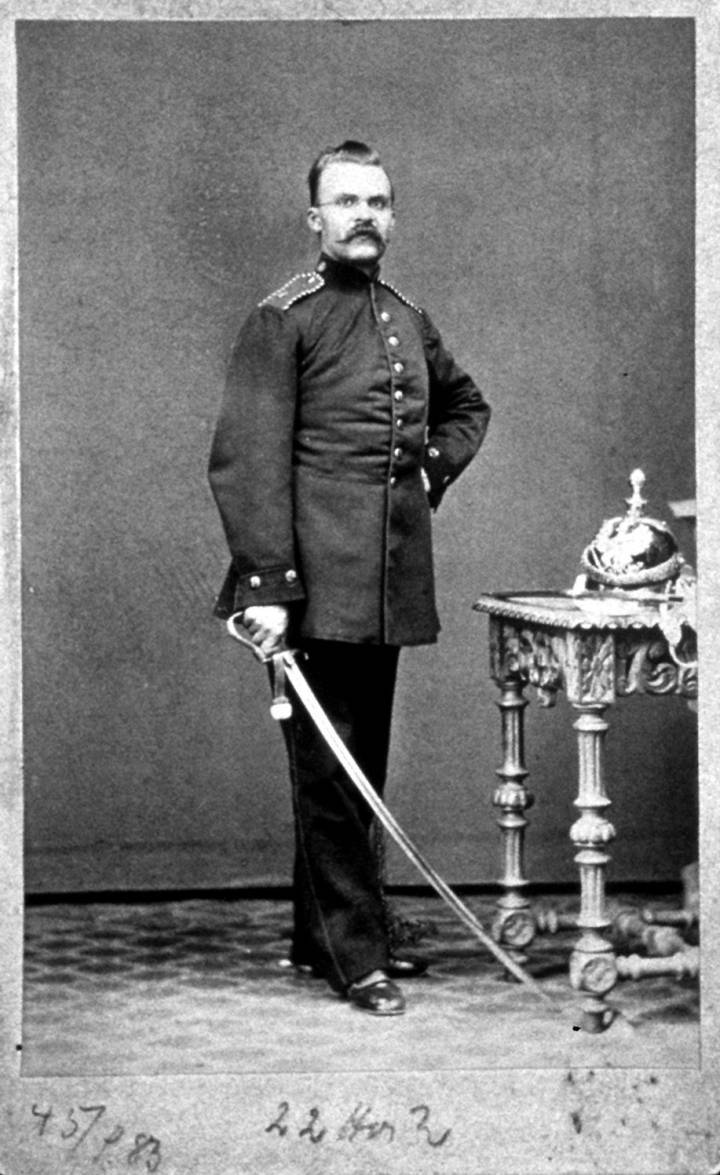
Nietzsche als Artillerist, 1868

Der zweiten Ausgabe von 1886 gab Nietzsche ein Vorwort bei. Darin kritisiert er seinen früheren Schreibstil, aber nicht die Intention, denn er hatte mit diesem Buch eine entscheidende Weiche seines Lebens gestellt. In seiner „Selbstkritik“ schrieb er 1886:
was für ein unmögliches Buch musste aus einer so jugendwidrigen Aufgabe erwachsen! Aufgebaut aus lauter vorzeitigen übergrünen Selbsterlebnissen, welche alle hart an der Schwelle des Mittheilbaren lagen, hingestellt auf den Boden der Kunst — denn das Problem der Wissenschaft kann nicht auf dem Boden der Wissenschaft erkannt werden —, ein Buch vielleicht für Künstler mit dem Nebenhange analytischer und retrospektiver Fähigkeiten (das heisst für eine Ausnahme-Art von Künstlern, nach denen man suchen muss und nicht einmal suchen möchte…), voller psychologischer Neuerungen und Artisten-Heimlichkeiten, mit einer Artisten-Metaphysik im Hintergrunde, ein Jugendwerk voller Jugendmuth und Jugend-Schwermuth, unabhängig, trotzig-selbstständig auch noch, wo es sich einer Autorität und eignen Verehrung zu beugen scheint, kurz ein Erstlingswerk auch in jedem schlimmen Sinne des Wortes, trotz seines greisenhaften Problems, mit jedem Fehler der Jugend behaftet, vor allem mit ihrem „Viel zu lang“, ihrem „Sturm und Drang“: andererseits, in Hinsicht auf den Erfolg, den es hatte (in Sonderheit bei dem grossen Künstler, an den es sich wie zu einem Zwiegespräch wendete, bei Richard Wagner) ein bewiesenes Buch, ich meine ein solches, das jedenfalls „den Besten seiner Zeit“ genug gethan hat.

## Inhalt
Der junge Nietzsche wollte mit seiner Darstellung die bis dahin übliche Sicht der „Klassiker“ (Johann Wolfgang von Goethe, Friedrich Schiller), die Griechen seien ein heiteres und glückliches Volk gewesen, korrigieren. Er enthüllt dem Leser ein eher tragisches Lebensgefühl der Hellenen, die sich in einer Welt von dauernden Vernichtungskämpfen zur Erreichung egoistischer Ziele befanden und ihre helle Götterwelt nötig hatten, um die Düsternis und Mühsal des täglichen Daseins ertragen zu können. Ihren Ausdruck fanden sie in und mit ihren Künsten, wobei zwei ihrer olympischen Götter eine Schlüsselposition innehatten: Apollon und Dionysos.
Die Grundlage des Werks sei eine in Nietzsches Worten „ästhetische Wissenschaft“, welche die Ontologie und Epistemologie als erste Philosophie ablösen soll. Nietzsche schreibt hierzu:
denn nur als aesthetisches Phänomen ist das Dasein und die Welt ewig gerechtfertigt
Das eigentümliche Vermögen, existentielle Erfahrungen in Phänomene der Kunst zu verwandeln, schafft eine Perspektive auf die Ausprägung von Religion und Wissenschaft als Gestaltung der Kunst aus der Optik des Lebens. Für weitere Untersuchungen ist die attische Tragödie von zentraler Bedeutung, die Nietzsche als Höhepunkt und exemplarischen daseinsbewältigenden Charakter der griechischen Kultur und Kunst sah.

### Versuch einer Selbstkritik
Ganz durch seine Vorbilder Wagner und Schopenhauer beeinflusst, beschreibt der Altphilologe das menschliche Leben als einen Traum, aus dem nach einem „dionysischen Erwachen“ sich ein neuer Mensch offenbart:
Singend und tanzend äussert sich der Mensch als Mitglied einer höheren Gemeinsamkeit: er hat das Gehen und das Sprechen verlernt und ist auf dem Wege, tanzend in die Lüfte emporzufliegen. Aus seinen Gebärden spricht die Verzauberung. Wie jetzt die Thiere reden, und die Erde Milch und Honig giebt, so tönt auch aus ihm etwas Uebernatürliches: als Gott fühlt er sich, er selbst wandelt jetzt so verzückt und erhoben, wie er die Götter im Traume wandeln sah. Der Mensch ist nicht mehr Künstler, er ist Kunstwerk geworden: die Kunstgewalt der ganzen Natur, zur höchsten Wonnebefriedigung des Ur-Einen, offenbart sich hier unter den Schauern des Rausches. Der edelste Thon, der kostbarste Marmor wird hier geknetet und behauen, der Mensch, und zu den Meisselschlägen des dionysischen Weltenkünstlers tönt der eleusinische Mysterienruf: „Ihr stürzt nieder, Millionen? Ahnest du den Schöpfer, Welt?“

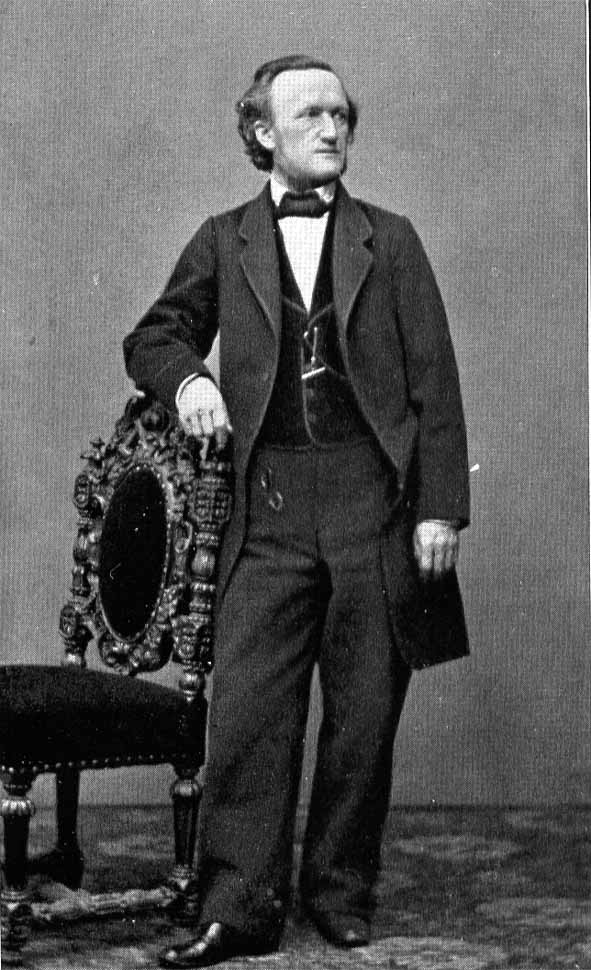
Richard Wagner um 1864

Die Theorien und Ideen Nietzsches wurden verschieden aufgenommen; so waren Anhänger Wagners und Schopenhauers begeistert, wogegen weitere Fachkundige das Werk kritisierten. In Anlehnung an die Kritik der Fachwelt schrieb Nietzsche:
Sie hätte singen sollen, diese „neue Seele“ — und nicht reden!

### Kapitel 1–6
Ausdruck fanden die Griechen in ihren Künsten, wobei zwei ihrer olympischen Götter eine Schlüsselposition innehatten: Apollon und Dionysos.
Nietzsche sieht zwei wichtige Pole im griechischen Leben, das Dionysische und das Apollinische, nicht als Kunstvermögen eines fixen und abstrakten Gegensatzes, eher als produktive Interaktion eines Vermögens, das bereits als Duplizität beginnt. Das Dionysische, Rauschhafte und Naturhafte (Expressionistische) ist der bis zur Zügellosigkeit sich zeigende Urwille, wie er sich auch in der Musik ausdrückt. Das Apollinische ist die gestaltende (klassische) Kraft der Harmonie und der schönen Künste. Maßvoll begrenzt ist das Apollinische stellvertretend für durch Strukturen etablierte und stabilisierte Erfahrungs- und Gestaltungsprozesse. Im Zusammenwirken der beiden Antipoden erkennt Nietzsche die menschliche Lebenssituation an sich:
An ihre beiden Kunstgottheiten, Apollo und Dionysus, knüpft sich unsere Erkenntniss, dass in der griechischen Welt ein ungeheurer Gegensatz, nach Ursprung und Zielen, zwischen der Kunst des Bildners, der apollinischen, und der unbildlichen Kunst der Musik, als der des Dionysus, besteht: beide so verschiedne Triebe gehen neben einander her, zumeist im offnen Zwiespalt mit einander und sich gegenseitig zu immer neuen kräftigeren Geburten reizend, um in ihnen den Kampf jenes Gegensatzes zu perpetuiren, den das gemeinsame Wort „Kunst“ nur scheinbar überbrückt; bis sie endlich, durch einen metaphysischen Wunderakt des hellenischen „Willens“, mit einander gepaart erscheinen und in dieser Paarung zuletzt das ebenso dionysische als apollinische Kunstwerk der attischen Tragödie erzeugen
Dem gegenüber ist das Dionysische nicht etwa ein ins Amorphe und Grenzenlose führender Übergang, sondern ein ekstatisches, aus dieser Form ausgehendes Moment, das entgrenzend auf entsprechende Modi der Erfahrung wirkt und Möglichkeiten neuer unbekannter Ausdrucksformen bietet.
Statt Helden (in Masken) sei nun „das Volk“ auf die Bühne gekommen, statt ritueller „Feier“ habe es Komödien zur Unterhaltung gegeben. Und ähnlich wie zuvor Richard Wagner in seinen Zürcher Kunstschriften Das Kunstwerk der Zukunft und Oper und Drama geißelt Nietzsche die Entartung der einst edlen griechischen Kunst und Kultur bis hin zu den vergeblichen Wiederbelebungsversuchen in der Renaissance, die nur zu einer „opernhaften Imitation“ der griechischen Tragödien geführte habe, und beklagt – ähnlich wie Schopenhauer – die Verarmung der abendländischen Kunst durch eine rein wissenschaftlich bestimmte Weltsicht:
Nun aber eilt die Wissenschaft, von ihrem kräftigen Wahne angespornt, unaufhaltsam bis zu ihren Grenzen, an denen ihr im Wesen der Logik verborgener Optimismus scheitert. Denn die Peripherie des Kreises der Wissenschaft hat unendlich viele Punkte, und während noch gar nicht abzusehen ist, wie jemals der Kreis völlig ausgemessen werden könnte, so trifft doch der edle und begabte Mensch, noch vor der Mitte seines Daseins und unvermeidlich, auf solche Grenzpunkte der Peripherie, wo er in das Unaufhellbare starrt. Wenn er hier zu seinem Schrecken sieht, wie die Logik sich an diesen Grenzen um sich selbst ringelt und endlich sich in den Schwanz beisst — da bricht die neue Form der Erkenntniss durch, die tragische Erkenntniss, die, um nur ertragen zu werden, als Schutz und Heilmittel die Kunst braucht.

### Kapitel 7–10
Eingebettet in die spekulative Gesamtbilanz deutet Nietzsche die griechische Tragödie als eine aus einer apollinischen Zivilisierung entstandene Kultur gewaltsamen titanischen Ursprungs. Trotz Einführung des lebensnotwendigen olympischen Pantheons als apollinische Kultur sowie der Schrecken ihres Daseins gelang es ihnen, ihre Kultur ein weiteres Mal gegen die Bedrohung des Chaos der dionysischen Erfahrung auszusetzen. Der unbekannte Dionysoskult prägte dank seiner integrativen Revolution den markanten Charakter der griechischen Kultur. Eine klassische textorientierte Dramentheorie, die seit Aristoteles gängig war, widersprach einer das Tragische als spezifizierten Einfall rekonstruierenden Interpretationsästhetik. Nietzsche rehabilitiert die klassische griechische Tragödie mit präzisierter Perspektive auf multimediale Handlungen mit dem dionysischen Chor im Schwerpunkt, wodurch Dionysos’ Leiden über Symbolik und Ekstase rituell reproduziert wird. Über die Grenzen der Synästhesie hinaus verzückt das Publikum analog durch die tragische Aufgabe des Individuums. Nietzsche nennt diese Versinnlichung des eigenen Selbstverständnisses „dionysische Weisheit“. Der Chor mit Musik, Tanz, Mimik und Gestik vertritt den Einbruch der Natur. Nun erwirkt das mediale Gegenstück die Wiedergewinnung der apollinischen Kultur. Die Handlung und die Sprache einer dramatischen Inszenierung vergegenwärtigen die Loslösung des dionysischen und apollinischen Zustandes. Für Nietzsche herrscht hier das Phänomen der Tragik.

### Kapitel 11–17
Sokrates’ logischer Optimismus, gekoppelt mit mythenschaffender Kompetenz und dem Untergang der Tragödie sowie den irrtümlich von Sokrates inspirierten Werken des Euripides, bildet den Tenor dieser Kapitel. Euripides’ Produktionen sind vernunftgeleitete, nachahmungsorientierte und psychologisierte Funktionen (ästhetischer Sokratismus). Verwendet wird die Theorie des kritisch historischen Geistes an Stelle der affektiven Teilnahme und Symbolen der Mystik, der aufgrund der Distanzierungsleistungen markante Eigenschaften genommen werden. In Europa, so Nietzsche, bestünde eine Veränderung der Kulturformen. Die ursprüngliche Symbolik ästhetischen Bewusstseins weiche der geistorientierten Verdinglichung, was einen Rückgang ritueller Praxis zur Selbsterfahrung gegenüber dem neuen Schwerpunkt, der Konfrontation mit Texten, verursache (alexandrinische Kanonisierung).

### Kapitel 18–25
Die Kapitel 18 bis 25 behandeln die Verdrängung der kulturgeschichtlichen in die Gegenwartsdeutung. Die Oper, als Gegenstück der alexandrinischen Kultur, bildet eine Ästhetik von Wort und Tonkunst, die Nietzsche visionär in Wagners Tragödien und in mythischen Weisheiten wiederauferstanden sieht. Die Kunst ist der unabdingbare Trost vor der Tragik, die Kant und Schopenhauer mit ihren Leistungen im Gebiet der Vernunft und des Willens erarbeitet haben. Naive Tonmalereien der deutschen Musik, wie Bach und Beethoven sie in ihren Werken verwendeten, werden in Wagners Opern überwunden. Bühnen-Mythos, die Verbildlichung symphonischer Gewalt sowie den Schutz vor ihr bringt die dionysische Musik als das „Ureine“ des Willens wieder hervor (Tristan und Isolde). Musik und tragischer Mythos seien in gleicher Weise Ausdruck der dionysischen Befähigung eines Volkes und voneinander untrennbar. In den Musikdramen Wagners sei dies verwirklicht und die wahre Kultur wiedergeboren, als eine aus dem Griechentum entstandene neue deutsche Kultur.
Glaube Niemand, dass der deutsche Geist seine mythische Heimat auf ewig verloren habe, wenn er so deutlich noch die Vogelstimmen versteht, die von jener Heimat erzählen. Eines Tages wird er sich wach finden, in aller Morgenfrische eines ungeheuren Schlafes: dann wird er Drachen tödten, die tückischen Zwerge vernichten und Brünnhilde erwecken — und Wotan’s Speer selbst wird seinen Weg nicht hemmen können!
Der Niedergang dieser ursprünglichen Kultur sei von Sokrates und Euripides eingeleitet worden. Sie hätten durch intellektuelle „Kultivierung“ der Tragödien die Weichen zu einer aufklärerischen, rationalen Philosophie gestellt und seien Vorreiter des „Wissenschaftsmenschen“ und somit zu Totengräbern der alten Künste geworden.
Es sei die dionysische Musik, die „erschütternde Gewalt des Tones, der einheitliche Strom des Melos und die unvergleichliche Welt der Harmonie“, durch die der Mensch zur höchsten Steigerung seiner Fähigkeiten gereizt wird, so dass zuvor „Nieempfundenes sich zur Äußerung drängt“. Aus den rituellen Chortänzen und Kultliedern seien die Dithyramben und Tragödien entstanden, erläutert Nietzsche und schlussfolgert, dass somit auch die Musik ihren Ursprung in den griechischen Tragödien habe (oder umgekehrt). In Anlehnung an Schopenhauer bezeichnet er die Musik als den metaphysischen Ausdruck zum „Willen zum Leben“ und den eigentlichen Nährboden, auf dem nicht nur die Tragödien wuchsen, sondern die gesamte griechische Kultur.

## Wirkungsgeschichte
Mit der Geburt der Tragödie brach Nietzsche mit traditionellen altphilologischen Vorstellungen. Seine philologischen Fachkollegen schwiegen das Buch zunächst tot. Selbst Friedrich Ritschl, der Nietzsche als Philologen väterlich gefördert hatte, sandte erst nach Nietzsches drängender Nachfrage einen Brief, in dem er ihm seine grundsätzlichen Einwände mitteilte. Im privaten Kreis äußerte er sich schärfer, notierte in seinem Tagebuch Nietzsches „Größenwahnsinn“ und schrieb Wilhelm Vischer-Bilfinger:
„Es ist wundersam, wie in [Nietzsche] geradezu zwei Seelen nebeneinander leben. Einerseits die strengste Methode geschulter wissenschaftlicher Forschung […] anderseits diese phantastisch-überschwängliche, übergeistreich ins Unverstehbare überschlagende, Wagner-Schopenhauerische Kunstmysterienreligionsschwärmerei! […] Das Ende vom Liede ist freilich, daß uns gegenseitig das Verständnis für einander fehlt; er ist mir zu schwindelhaft hoch, ich ihm zu raupenhaft erdenkriechend.“
Ähnlich dürften die meisten Philologen empfunden haben. Der erste und einzige, der die Schrift auch öffentlich tadelte, war der am Anfang seiner Karriere stehende Ulrich von Wilamowitz-Moellendorff mit seiner im Mai 1872 erschienenen Streitschrift Zukunftsphilologie!:
„herr Nietzsche tritt ja nicht als wissenschaftlicher forscher auf: auf dem wege der intuition erlangte weisheit wird teils im kanzleistil, teils in einem raisonnement dargeboten, welches dem journalisten […] nur zu verwandt ist. […] eins aber fordere ich: halte hr. N. wort, ergreife er den thyrsos, ziehe er von Indien nach Griechenland, aber steige er herab vom katheder, auf welchem er wissenschaft lehren soll; sammle er tiger und panther zu seinen knieen, aber nicht Deutschlands philologische jugend, die in der askese selbstverläugnender arbeit lernen soll, überall allein die wahrheit zu suchen.“
Es ergab sich eine öffentliche Kontroverse, in der Erwin Rohde mit einer Gegenschrift Afterphilologie und Richard Wagner mit einem offenen Brief Nietzsche verteidigten. Mit einer darauf folgenden Replik Wilamowitz-Moellendorffs im Februar 1873 endete der Streit ohne Einigung. In seinen Memoiren schrieb er viel später, dass seine Schrift zwar anmaßend und knabenhaft gewesen sei, er jedoch darin recht behalten habe, dass Nietzsche nicht auf einen philologischen Lehrstuhl gehöre, sondern „Prophet […] für eine irreligiöse Religion und eine unphilosophische Philosophie“ geworden sei.
Die wenigen, wohl vom aufsehenerregenden Streit veranlassten Rezensionen der Geburt fielen durchweg kritisch aus. Nietzsche verlor seine Reputation als Philologe, was sich im Einbruch der Studentenzahl bei ihm niederschlug. Für die Philologie war er „wissenschaftlich tot“. Dagegen wurde das Buch von einigen Künstlern positiv aufgenommen. Richard und Cosima Wagner waren begeistert, ebenso Hans von Bülow und, mit einigen Vorbehalten, Franz Liszt.
In Künstler- und Intellektuellenkreisen hatte Nietzsches Schrift zunehmend Erfolg. Bald verselbstständigten sich allerdings die Begriffe „apollinisch“ und „dionysisch“ und wurden gebraucht wie „klassizistisch“ und „expressionistisch“. Damit ging der Wechselbezug zwischen den beiden Trieben verloren, der Nietzsche so wichtig war.
Rolf Hochhuth wirft Nietzsches Darstellung vor, Wagners Projekt zuliebe die Rolle der Musik bei der Entstehung der antiken Tragödie überbetont und die Rolle der Tagespolitik trotz besseren Wissens übersehen zu haben, wie sie etwa im Fall von Milet des Phrynichos oder in den Persern des Aischylos deutlich dominiert.

## Ausgaben
- Friedrich Nietzsche: Die Geburt der Tragödie aus dem Geiste der Musik. Fritzsch, Leipzig 1872. (Originalausgabe, Digitalisat und Volltext im Deutschen Textarchiv).
- Friedrich Nietzsche:  Die Geburt der Tragödie Oder: Griechentum und Pessimismus. Hammer-Verlag, Leipzig 1886.
- Friedrich Nietzsche: Die Geburt der Tragödie. (= B. 1). Rauman Verlag, Leipzig 1906.

## Kommentare
- Jochen Schmidt: Kommentar zu Nietzsches Die Geburt der Tragödie. (= Heidelberger Akademie der Wissenschaften (Hrsg.): Historischer und kritischer Kommentar zu Friedrich Nietzsches Werken, Band 1/1). Berlin / Boston: Walter de Gruyter 2012, (Auszug online).
- Barbara von Reibnitz: Ein Kommentar zu Friedrich Nietzsche, „Die Geburt der Tragödie aus dem Geiste der Musik“ (Kap. 1–12). Metzler, Stuttgart 1992, ISBN 3-476-00832-0 (Gilt als herausragender Kommentar, bespricht aber nur die erste Hälfte des Werks.)
- Michael S. Silk, Joseph P. Stern: Nietzsche on tragedy. Cambridge University Press, Cambridge 1984, (online).